# ムラート

南北アメリカのムラートの民族旗

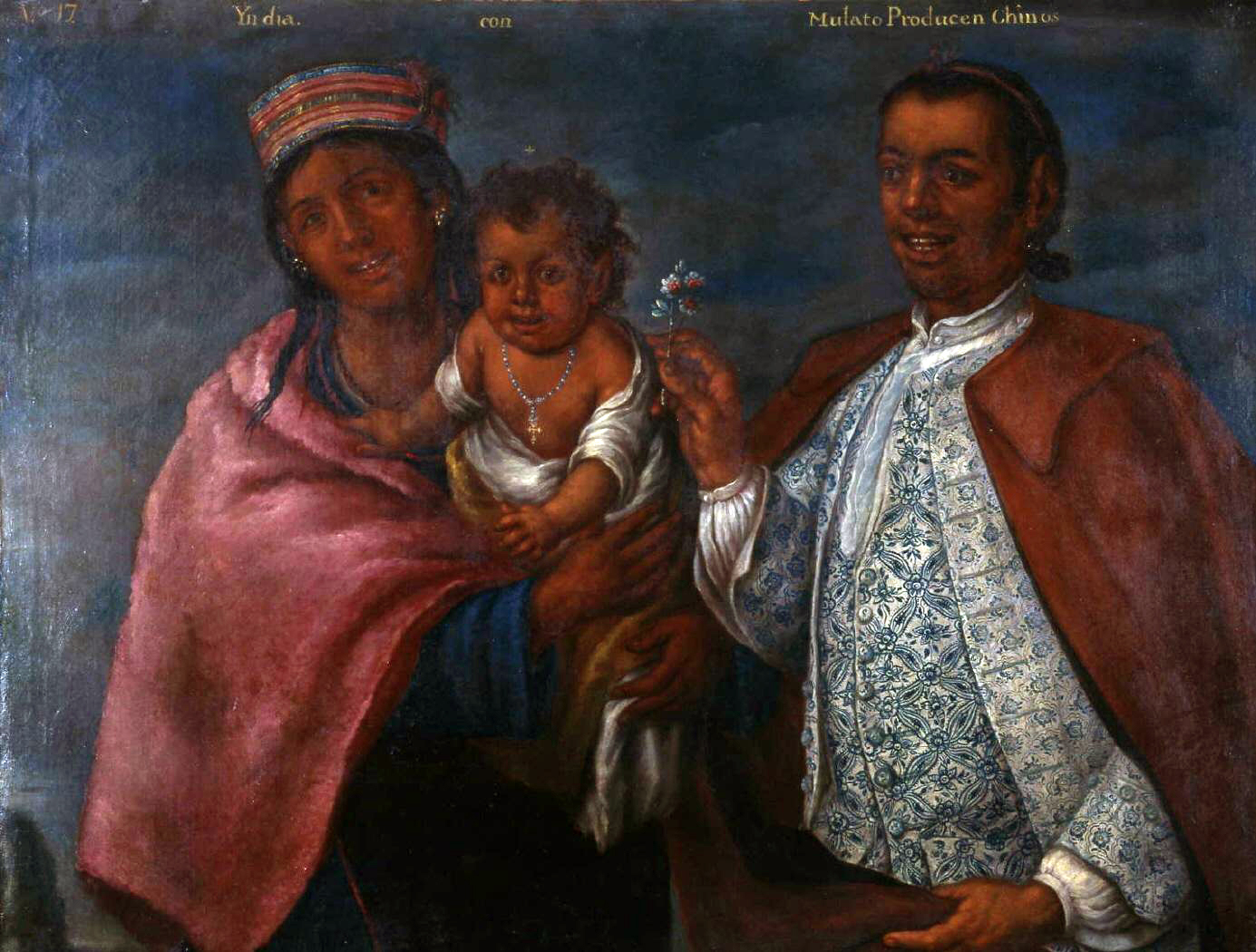
「インディアンとムラートからチノが生まれる」という題の、南米におけるムラートの絵図。（1770年）。

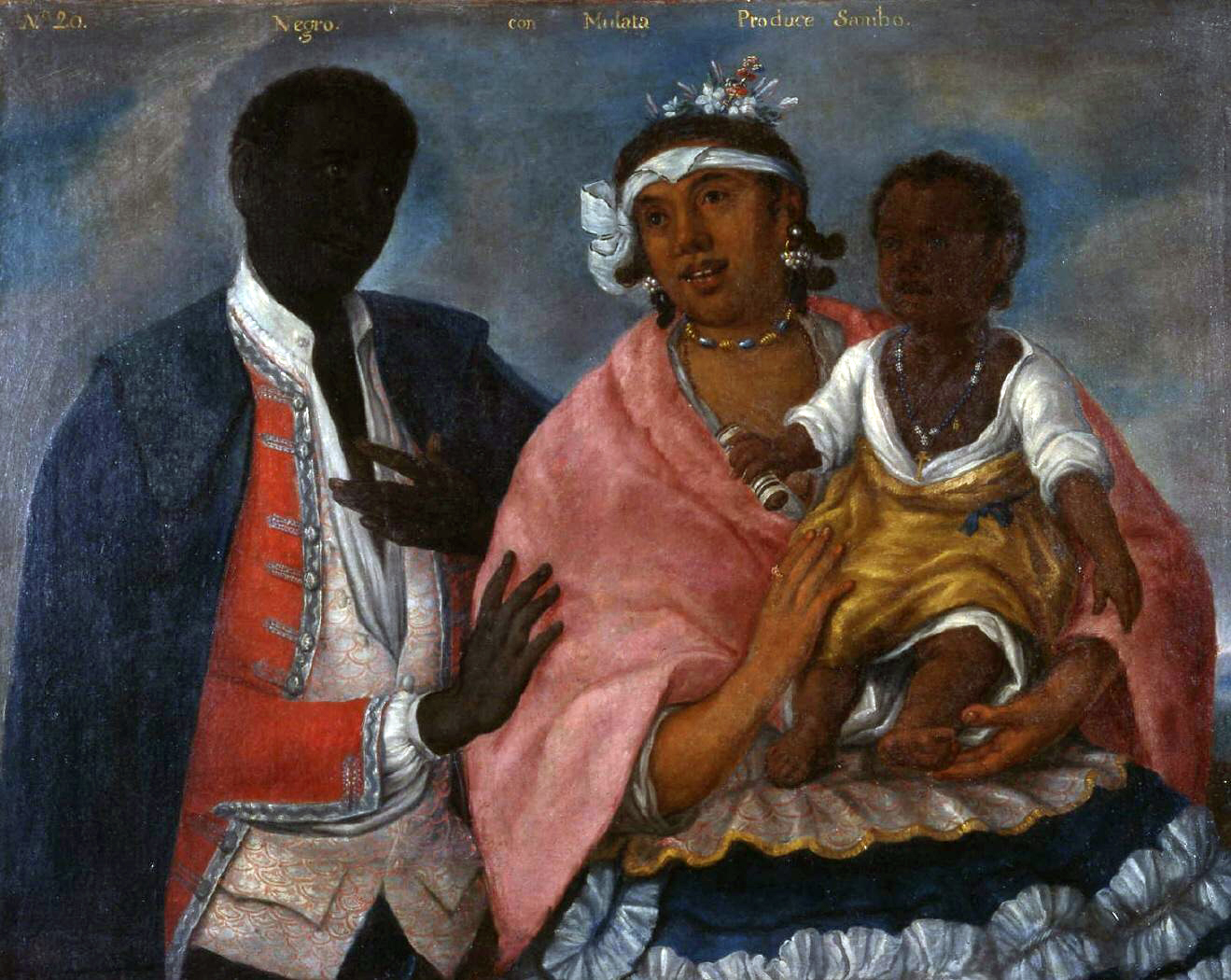
「ニグロとムラートからサンボが生まれる」（1770年）。

ムラート (Mulatto, Mulato) は、ラテンアメリカおよび北アメリカでヨーロッパ系白人と、アフリカ系の特に黒人との混血を指す言葉である。ムラットともいう。なお、女性だけを指していう場合はムラータ (Mulata) という。

## 概要
元々は、片方の親がヨーロッパ系でもう片方の親がアフリカ系の子供のことを指していたが、現在ではある程度、両方の系統が混じっている人々のことを指すようになった。｢黒人と白人の混血者｣と説明されることも多い。なお、ヨーロッパ系白人とインディアンやインディオとの混血をメスティーソ、アフリカ系とインディオの混血をサンボという。アメリカ合衆国ではインディアンと黒人との混血がムラートと呼ばれ、ヨーロッパ系とアフリカ系との混血は、ワンドロップ・ルールにより黒人と呼ばれた。
この言葉は、スペイン語およびポルトガル語で雌ラバ（馬とロバを掛け合わせた品種）を意味するmulaから来ており、強く侮蔑的な意味を含んでいる。
ムラートの多い国は、ドミニカ共和国やキューバ、プエルトリコなどのカリブ海の国々と、南アメリカのブラジル、コロンビア、ベネズエラ、中央アメリカのパナマ、エクアドルなどであり、アルゼンチン、ウルグアイ、チリ、ボリビア、メキシコなどにも少人数、存在する。
西インド諸島の国家の間で「世界初の黒人共和国」と呼ばれるハイチでは、独立以来国民の約5 - 10%に当たるムラートがエリート層を形成し、フランス文化を受け入れて、その他大勢の黒人に対して文化的・経済的に圧倒的に優位に立ち権力を握っている。

## アフリカ
ポルトガル語圏アフリカ諸国では、メスチーソ（mestiço）の用語が、公式にヨーロッパ人とアフリカ人の祖先を併せ持つ人々を表すのに使用されてきた。しかしながら、ムラートという用語は広く用いられていて侮蔑的な意味を含まない。
サントメ・プリンシペの193,413人の住人の大部分はメスチーソと定義される。カーボ・ヴェルデの人口の71%もまた同様である。現在のその地の大多数の人口は15世紀の少し後に初めて諸島に定住したポルトガル人と、アフリカ大陸本土から奴隷として連行された黒人の混血である。
アンゴラは人口の2%を占め、モサンビークは人口の0.2%を占めている。少数派であるが今でも重要なマイノリティを構成している。
アフリカで唯一のスペイン語を公用語とする国家、赤道ギニアでは、フェルナンディノと呼ばれるムラートの集団が存在する。

## アメリカ合衆国
ムラートは1930年まで公式のカテゴリとしてセンサスに存在していた。アメリカ合衆国南部では、ムラートは母親が黒人奴隷だった場合、奴隷としての地位を受け継いだ。自由ムラートとして、南部の南北戦争より先にスペインとフランスの影響を受けた地域（特にニューオーリンズ、ルイジアナ）では、多くのムラート達は自由身分で、奴隷を所有していた。けれどもヨーロッパ白人とアフリカ黒人の遺伝を持つ個人を見出すことは容易であり、当初は誰もが混血エスニシティについて言及した。アメリカ合衆国では、実際に初期のセンサスにおいて「ムラート」はしばしば白人とインディアンの血統を持つ人を指す用語としても使われた。ムラートは「ターク（turk）」（多くの北アメリカ人と中東人を言及する際に更なる曖昧さを導く単語）のような用語と交換が効く言葉としても使われた。
また、「ムラート」は東インド会社によってイギリス領アメリカ植民地にもたらされた南アジア人の年季奉公人と結ばれた白人の間に生まれた子孫についても用いられた。例えば、東インド人の父とアイルランド系アメリカ人の母の間に1680年のメリーランドで生まれたユーラシア系の娘は「ムラート」として分類され、奴隷として売られた。

## 差別規定
奴隷解放後の19世紀後半以降、ある人物が白人と黒人の混血であっても、たとえ「一滴（1/32-1/64）」でも黒人の血を引いていれば法律上は黒人という扱いになり各州で「一滴規定」が適用された時代もあった。

## 著名なムラート
アメリカ合衆国
- バラク・オバマ - 第44代アメリカ合衆国大統領
- マルコムX - 黒人解放運動指導者
- W・E・B・デュボイス - 公民権運動指導者
- レオ14世 - 第267代ローマ教皇

アルゼンチン
- ロセンド・メンディサーバル - タンゴの作曲家
- オラシオ・サルガン - タンゴの作曲家でモダンタンゴの創始者

イングランド
- マーティン・ゴア - ミュージシャン

キューバ
- フルヘンシオ・バティスタ - 第17代キューバ大統領、キューバ革命で失脚

ジャマイカ
- ボブ・マーリー - レゲエ歌手

ハイチ
- アレクサンドル・ペション - 初代ハイチ共和国大統領

ブラジル
- マシャード・デ・アシス - 文学者

フランス
- トマ＝アレクサンドル・デュマ - フランス革命戦争中の軍人。作家の大デュマの父親。
- ジョゼフ・ブローニュ・シュヴァリエ・ド・サン＝ジョルジュ - 音楽家
- キリアン・エムバペ - サッカー選手、フランス代表。

ベネズエラ
- ウゴ・チャベス - 第53代ベネズエラ大統領

メキシコ
- ビセンテ・ゲレロ - 第2代メキシコ大統領

モザンビーク
- ジョゼ・クラヴェイリーニャ - 詩人